# Sam Abbas
Sam Abbas (árabe: سام عباس; nacido el 11 de noviembre de 1993) es un director de cine, guionista, actor y productor egipcio. Es más conocido por su primer largometraje, The Wedding.

## Carrera
Abbas lanzó la primera empresa productora árabe, ArabQ, enfocada sobre películas con temas LGBTQ, durante el 68.º Festival de Cine de Berlín. ArabQ produjo el debut en cine de Abbas, The Wedding (La Boda), la cual escribió, dirigió y protagonizó junto a Nikohl Boosheri.
Abbas colocó a la compañía en Egipto para animar a más cine queer con lazos ha Oriente Medio.
El Hollywood Reporter exclusivamente publicó el tráiler de su película The Wedding (La Boda), anunciando que en noviembre de 2018, se estrenaría en salas de cine y secretamente por todo el Medio Oriente.
Inmediatamente después, la película fue llamada "La película queer que podría hacer olas en el Medio Oriente" y "Una película que va a hacer un escándalo en los cines"
Antes de su primer largometraje, su cortometraje Time fue etiquetado como "realmente un proyecto de gran alcance," por LogoTV.

## Filmografía

### Cine
| Año  | Película                 | Funcionó como | Funcionó como | Funcionó como | Funcionó como | Funcionó como | Notas                                       |
| Año  | Película                 | Director      | Escritor      | Productor     | Actor         | Papel         | Notas                                       |
| ---- | ------------------------ | ------------- | ------------- | ------------- | ------------- | ------------- | ------------------------------------------- |
| 2016 | Tiempo                   | Sí            | Sí            | Sí            | Sí            |               |                                             |
| 2018 | I want more, I want less |               |               |               | Sí            |               | Se estrenó en el Festival de Cine Tacoma    |
| 2018 | Lavander                 |               |               | Sí            |               |               | Productor ejecutivo w/ Jason Michael Berman |
| 2018 | La Boda                  | Sí            | Sí            | Sí            | Sí            | Rami          |                                             |